# Lagărul de prizonieri de război de la Feldioara
Lagărul nr. 2 din Feldioara a fost un loc de detenție în perioada celui de-Al Doilea Război Mondial, situat în localitatea Feldioara din județul Brașov, România. Între anii 1942 și 1945, acest lagăr a găzduit prizonieri de război, inițial prizonieri sovietici și ulterior prizonieri maghiari.
Amenajat în clădirile administrative ale fostei fabrici de bere, lagărul era situat pe malul unui lac și în apropierea cantinei și internatului vechii Școli Agricole din zonă. Capacitatea sa de detenție era estimată la aproximativ 700 de persoane.
În perioada cuprinsă între 1942 și 1944, lagărul a fost folosit pentru a ține în detenție prizonieri sovietici. Autoritățile au decis să folosească forța de muncă a acestor prizonieri pentru a suplini nevoile de muncă în unitățile agricole din regiune. În schimbul muncii lor, prizonierii primeau hrană, în mare măsură asigurată de fermele din zonă.
Până la 1 iulie 1943, Marele Stat Major, Societatea Națională de Cruce Roșie, Patriarhia Română și Nunțiul Apostolic din România au construit o capelă și o troiță  în lagăr, pentru nevoile spirituale ale prizonierilor. Capela a fost echipată cu icoane și cărți religioase, iar slujbele religioase erau oficiate de preoți locali sau preoți vorbitori de limba rusă, care veneau în sat în special pentru a sluji în cadrul lagărului.
După încheierea războiului, capela a fost distrusă de autoritățile comuniste. Totuși, după anul 1990, în colaborare cu Ministerul Cultelor și Ambasada Rusiei la București, au fost reconstruite mormintele celor 738 de prizonieri care și-au găsit sfârșitul în lagăr. În memoria acestor prizonieri, a fost ridicată o cruce metalică pe Dealul Furcilor, reprezentând un monument de comemorare a acestui episod istoric.
Începând cu sfârșitul anului 1944 și până în 1945, lagărul a găzduit prizonieri maghiari, înlocuind astfel populația deținută anterior, formată din prizonieri sovietici.
Pentru a onora memoria soldaților maghiari care au fost deținuți în acest lagăr, organizații neguvernamentale maghiare au ridicat un monument de comemorare în amintirea lor.